# Medalla Boltzmann
La Medalla Boltzmann és el premi més important concernent a la mecànica estadística; el nom del premi és en honor del celebrat físic Ludwig Boltzmann. La Medalla Boltzmann és lliurada cada tres anys per la Comissió de Física Estadística de la Unió Internacional de Física Pura i Aplicada, durant la conferència plenària concernent a Física estadística.
El premi consisteix en una medalla daurada; en el front porta la següent inscripció Ludwig Boltzmann, 1844--1906.

## Guardonats
Tots els guardonats són físics influents o matemàtics que han fet contribucions rellevants a la física estadística en les passades dècades.
- 2013 Giovanni Jona-Lasinio i Harry Swinney

- 2010 John Cardy i Bernard Derrida
- 2007 Kurt Binder i Giovanni Gallavotti
- 2004 I. G. D. Cohen i H. Eugene Stanley
- 2001 Berni Alder i Kyozi Kawasaki
- 1998 Elliott Lieb i Benjamin Widom
- 1995 Sam F. Edwards
- 1992 Joel Lebowitz i Giorgio Parisi
- 1989 Leo Kadanoff
- 1986 David Ruelle i Yákov Sinái
- 1983 Michael I. Fisher
- 1980 Rodney J. Baxter
- 1977 Ryogo Kubo
- 1975 Kenneth G. Wilson